# Isabella, or The Pot of Basil

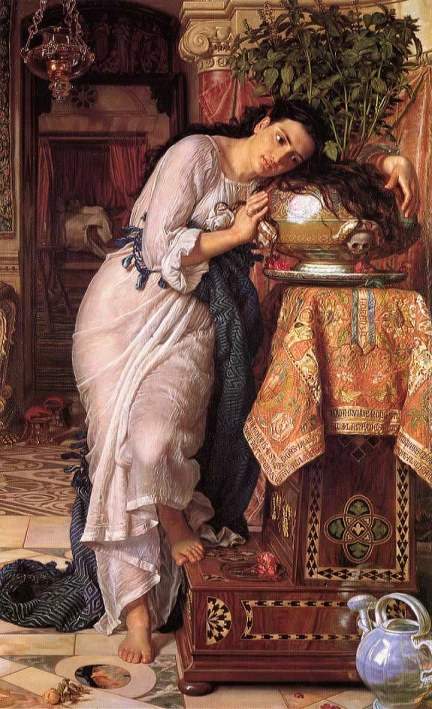
Isabella and the Pot of Basil, door William Holman Hunt, 1867 (Laing Art Gallery, Newcastle upon Tyne)

Isabella, or The Pot of Basil (1818) - 'Isabella of de pot basilicum' - is een verhalend gedicht van de Engelse romantische dichter John Keats. Het is een bewerkte versie van een bekend verhaal in Boccaccio's Decamerone (dag IV, verhaal 5).
"Isabella" vertelt het verhaal van een jonge vrouw wier familie van plan is om haar uit te huwelijken aan "een hoge edele en zijn olijfbomen" (some high noble and his olive trees"), maar die valt voor Lorenzo, een van de leerjongens van haar broers. Als de broers daar lucht van krijgen, vermoorden ze Lorenzo en begraven ze zijn lichaam. Lorenzo's geest bezoekt Isabella in een droom en vertelt wat er is gebeurd. Isabella graaft het lichaam van Lorenzo op en begraaft het hoofd in een pot met basilicum die ze obsessief verzorgt, terwijl ze zelf helemaal wegkwijnt.
Het gedicht was een voorloper van Keats' The Eve of Saint Agnes, geschreven in 1819 en gepubliceerd in 1820. Beide gedichten situeren zich in de middeleeuwen en gaan over gepassioneerde en gevaarlijke romances. 
Het gedicht was populair bij de prerafaëlitische schilders, die er verschillende episodes uit illustreerden - zie bijvoorbeeld Isabella van Millais en Isabella and the Pot of Basil van Hunt.